# نظرسنجی‌های انتخابات ریاست‌جمهوری ایران (۱۳۹۲)

## پیشینه و اعتبار نظرسنجی‌های انتخاباتی در ایران
در مورد صحت نظرسنجی‌های برگزارشده در ایران، ابهام‌های بسیاری وجود دارد و گاه نظرسنجی‌هایی با نتایج کاملاً خلاف هم منتشر می‌شود. بسیاری از کارشناسان، نتایج ابن نظرسنجی‌های انجام شده در آستانه انتخابات را به دلایل متعدد اعتمادپذیر نمی‌دانند.
یکی از چالش‌های برگزاری نظرسنجی انتخاباتی در ایران، احساس عدم امنیت و بی‌اعتمادی پرسش‌شوندگان در پاسخ به نظرسنجی‌هاست. پرسش‌شوندگان ممکن است به دلیل عدم احساس امنیت روانی یا ترس از ابراز عقیده خود، دست به خودسانسوری بزنند و این ضریب خطای نظرسنجی‌ها را بالا می‌برد. به‌طور نمونه، در یک نظرسنجی تلفنی به سفارش بنیاد آمریکای نوین که مؤسسه فردای بدون ترور پیش از انتخابات ریاست جمهوری ۱۳۸۸ از میان ۱٬۷۳۱ نفر در روستاها و شهرهای سراسر ایران انجام داده، ۴۵٫۶% از پرسش‌شوندگان از دادن هر گونه پاسخی خودداری کرده‌اند و از میان حدود نیمی از کسانی که به سؤالات پاسخ داده‌اند، ۲۷% گفته‌اند نمی‌دانند به چه کسی رای خواهند داد.
برخی نظرسنجی‌ها نیز به دلیل وجود شبهه در میزان علمی‌بودن روش و انتخاب جامعه آماری نامناسب، امکان تعمیم ندارند.
برخلاف کشوری مانند آمریکا که بیشتر مؤسسات نظرسنجی مستقل و متعلق به بخش خصوصی هستند، در ایران مراکز نظرسنجی وابسته به مراکز دولتی و شبه‌دولتی هستند. تنها چند مؤسسه خصوصی کوچک در ایران فعال بوده‌اند که با محدودیت روبرو شده‌اند. به‌طور نمونه، مؤسسه پژوهشی آینده پس از این که در سال ۱۳۸۱ نتایج یک نظرسنجی مشترک با ۲ مؤسسه دیگر را درباره میزان علاقه مردم ایران به مذاکره ایران و آمریکا منتشر کرد، تعطیل شد و مدیران آن بازداشت و زندانی شدند.
به گفته عباس عبدی، ارتزاق مؤسسات نظرسنجی فعال در ایران از بودجه‌های دولتی، بر نحوه انجام نظرسنجی آن‌ها اثرگذار است.
سعید مدنی معتقد است در بسیاری موارد، نظرسنجی‌ها برای ایجاد جنگ روانی استفاده می‌شوند.
مراکزی که در ایام انتخابات در ایران نظرسنجی انجام می‌دهند، معمولاً در ۴ دستهٔ مراکز تخصصی نظرسنجی، خبرگزاری‌ها، ستادهای انتخاباتی و وب‌سایت‌های خبری جای می‌گیرند. در این دسته‌بندی، ۲ دستهٔ آخر اغلب کم‌اعتبارتر دانسته می‌شوند؛ مشخصاً نظرسنجی‌های اینترنتی که اعتباری ضعیف دارند.
مرکز افکارسنجی دانشجویان ایران ایسپا (وابسته به جهاد دانشگاهی)، مرکز تحقیقات صدا و سیما، موسسه افکارسنجی ملت، نیروی مقاومت بسیج، وزارت اطلاعات و مرکز افکارسنجی نهاد ریاست‌جمهوری از شناخته‌شده‌ترین مراکز نظرسنجی در ایران هستند. این مراکز معمولاً نتایج نظرسنجی‌های خود را اعلام رسمی و عمومی نمی‌کنند و نتایج را تنها به مسئولان ارائه می‌کنند.

## نظرسنجی‌های نتیجه انتخابات
نظرسنجی‌های نتیجه انتخابات بر حسب نوع جمع‌آوری اطلاعات به صورتهای میدانی، تلفنی، پیامکی و اینترنتی تقسیم بندی شده‌است. نتایج حاصل از این نظرسنجی‌ها در این قسمت به شرح زیر آمده‌است.

### نظرسنجی‌های میدانی
| منبع               | تاریخ       | تعداد نمونه | جامعه آماری   | جلیلی | حدادعادل | رضایی | روحانی | عارف  | غرضی | قالیباف | ولایتی | نامعلوم |
| ------------------ | ----------- | ----------- | ------------- | ----- | -------- | ----- | ------ | ----- | ---- | ------- | ------ | ------- |
| منبع               | تاریخ       | تعداد نمونه | جامعه آماری   |       |          |       |        |       |      |         |        | نامعلوم |
| تابناک             | ۸ خرداد     | ۵۱،۳۸۳      | شهر تهران     | ۱۴٫۹٪ | ۹٫۰٪     | ۱۶٫۰٪ | ۱۷٫۰٪  | ۷٫۰٪  | ۰٫۱٪ | ۲۱٫۰٪   | ۱۵٫۰٪  | -       |
| شبکه ایران         | ۸ خرداد     | ۱۷٬۴۰۰      | مراکز استان‌ها | ۷٫۵٪  | ۰٫۸٪     | ۸٫۱٪  | ۲۳٫۳٪  | ۱۴٫۳٪ | ۲٫۷٪ | ۱۸٫۴٪   | ۱۲٫۲٪  | ۱۲٫۲٪   |
| پایگاه خبری انتخاب | ۱۱-۱۵ خرداد | ؟           | دانشگاه‌ها     | ۹٪    | ۳٪       | ۱۹٪   | ۲۶٪    | ۲۰٪   | ۱٪   | ۱۲٪     | ۱۰٪    | -       |
| روزنامه ایران      | ۱۲ خرداد    | ۱۷٬۵۰۰      | مراکز استان‌ها | ۵٫۱٪  | ۲٫۵٪     | ۱۰٫۷٪ | ۲۷٫۲٪  | ۱۴٫۶٪ | ۱٪   | ۲۱٫۱٪   | ۹٫۱٪   | ۷٫۹٪    |
| الف                | ۲۱ خرداد    | ؟           | کشوری         | ۱۲٫۵٪ | -        | ۱۲٫۱٪ | ۱۹٫۱٪  | -     | ۱٪   | ۲۱٫۵٪   | ۷٫۸٪   | ۲۶٪     |
| شبکه ایران         | ۲۱ خرداد    | ۱۷٬۵۰۰      | مراکز استان‌ها | ۱۰٪   | -        | ۱۳٪   | ۴۳٪    | -     | ۲٪   | ۲۱٪     | ۱۱٪    | -       |

### نظرسنجی‌های تلفنی
| منبع               | تاریخ    | تعداد نمونه | جامعه آماری | جلیلی | حدادعادل | رضایی | روحانی | عارف | غرضی | قالیباف | ولایتی | نمی‌دانم | رأی سفید | بی‌پاسخ |
| ------------------ | -------- | ----------- | ----------- | ----- | -------- | ----- | ------ | ---- | ---- | ------- | ------ | ------- | -------- | ------ |
| منبع               | تاریخ    | تعداد نمونه | جامعه آماری |       |          |       |        |      |      |         |        | نمی‌دانم | رأی سفید | بی‌پاسخ |
| مرکز افکارسنجی مهر | ۱۵ خرداد | ۳۶۶         | استان تهران | ۴٫۹٪  | ۲٫۲٪     | ۲٫۲٪  | ۱٫۹٪   | ۲٫۲٪ | ۰٪   | ۲۷٫۳٪   | ۵٫۲٪   | ۴۵٫۱٪   | ۰٫۸٪     | ٪۸٫۲   |

| منبع                    | تاریخ    | تعداد نمونه | جامعه آماری | جلیلی | حدادعادل | رضایی | روحانی | عارف | غرضی | قالیباف | ولایتی | نمی‌دانم | سایر  |
| ----------------------- | -------- | ----------- | ----------- | ----- | -------- | ----- | ------ | ---- | ---- | ------- | ------ | ------- | ----- |
| منبع                    | تاریخ    | تعداد نمونه | جامعه آماری |       |          |       |        |      |      |         |        | نمی‌دانم | سایر  |
| مؤسسه آی‌پز حد خطا: ۳% ± | ۱۶ خرداد | ۱٬۰۶۷       | کشور        | ۵٫۰٪  | ۱٫۶٪     | ۶٫۰٪  | ۳٫۰٪   | ۲٫۱٪ | ۰٫۲٪ | ۱۴٫۲٪   | ۴٫۲٪   | ۵۷٫۱٪   | ٪۶٫۵  |
| مؤسسه آی‌پز حد خطا: ۳% ± | ۱۸ خرداد | ۱٬۰۶۷       | کشور        | ۵٫۶٪  | ۱٫۷٪     | ۶٫۲٪  | ۳٫۶٪   | ۲٫۶٪ | ۱٫۰٪ | ۱۲٫۹٪   | ۴٫۳٪   | ۵۵٫۱٪   | ٪۷٫۱  |
| مؤسسه آی‌پز حد خطا: ۳% ± | ۲۰ خرداد | ۱٬۰۶۷       | کشور        | ۶٫۵٪  | ۱٫۶٪     | ۶٫۹٪  | ۵٫۱٪   | ۳٫۳٪ | ۱٫۳٪ | ۱۲٫۲٪   | ۴٫۲٪   | ۵۲٫۵٪   | ٪۶٫۹  |
| مؤسسه آی‌پز حد خطا: ۳% ± | ۲۱ خرداد | ۱٬۰۶۷       | کشور        | ۶٫۹٪  | ۰٫۶٪     | ۸٫۱٪  | ۱۳٫۳٪  | ۲٫۶٪ | ۰٫۸٪ | ۱۲٫۴٪   | ۵٫۴٪   | ۴۲٫۴٪   | ٪۷٫۶  |
| مؤسسه آی‌پز حد خطا: ۳% ± | ۲۲ خرداد | ۱٬۰۶۷       | کشور        | ۶٫۹٪  | -        | ۷٫۲٪  | ۱۶٫۰٪  | -    | ۰٫۷٪ | ۱۲٫۲٪   | ۶٫۴٪   | ۴۲٫۲٪   | ٪۸٫۴  |
| مؤسسه آی‌پز حد خطا: ۳% ± | ۲۳ خرداد | ۱٬۰۶۷       | کشور        | ۶٫۳٪  | -        | ۶٫۹٪  | ۱۹٫۱٪  | -    | ۰٫۷٪ | ۱۲٫۴٪   | ۴٫۹٪   | ۳۸٫۷٪   | ٪۱۱٫۱ |

### نظرسنجی‌های اینترنتی

#### نظرسنجی‌های پیش از اعلام ۸ نامزد نهایی
| منبع        | تاریخ بازبینی | خاتمی | رفسنجانی | مشایی | قالیباف | جلیلی | رضایی | روحانی | ولایتی | عارف | حداد عادل | دیگران |
| ----------- | ------------- | ----- | -------- | ----- | ------- | ----- | ----- | ------ | ------ | ---- | --------- | ------ |
| منبع        | تاریخ بازبینی |       |          |       |         |       |       |        |        |      |           | دیگران |
| آرنا نیوز ۱‏ | ۱۵ اردیبهشت   | ۳۶٫۶٪ | ۱۷٫۸٪    | ۹٫۴٪  | ۱۲٪     | ۷٫۹٪  | ۴٫۴٪  | ۰٫۹٪   | ۴٫۹٪   | ۰٫۸٪ | ۰٫۶٪      | ۴٫۷٪   |
| البرز       | ۱۸ اردیبهشت   | ۱۷٫۲٪ | ۱۲٫۴٪    | ۵٫۴٪  | ۱۵٫۸٪   | ۱٪    | ۵٫۷٪  | ۰٫۵٪   | ۸٫۷٪   | ۱٫۳٪ | ۷٫۶٪      | ۱۰٫۲٪  |
| انتخابات ۹۲‏ | ۲۳ اردیبهشت   | ۳۲٪   | ۱۵٪      | ۴٪    | ۱۳٪     | ۳٪    | ۹٪    | ۷٪     | ۵٪     | -    | -         | ۱۲٪    |
| آرنا نیوز ۲‏ | ۳۰ اردیبهشت   | -     | ۶۱٫۸٪    | ۹٫۶٪  | ۸٫۴٪    | ۹٫۵٪  | ۳٫۹٪  | ۰٫۳٪   | ۲٫۹٪   | ۰٫۵٪ | ۰٫۳٪      | ۲٫۸٪   |

#### نظرسنجی‌های پس از اعلام ۸ نامزد نهایی
| منبع        | تاریخ بازبینی | تعداد   | جلیلی  | حدادعادل | رضایی  | روحانی | عارف   | غرضی  | قالیباف | ولایتی | نامعلوم |
| ----------- | ------------- | ------- | ------ | -------- | ------ | ------ | ------ | ----- | ------- | ------ | ------- |
| منبع        | تاریخ بازبینی | تعداد   |        |          |        |        |        |       |         |        | نامعلوم |
| فرارو       | ۴ خرداد       | ۵۴٬۱۳۴  | ۸٫۵۸٪  | ۰٫۸۵٪    | ۳٫۶۷٪  | ۳۱٫۵۲٪ | ۲۸٫۱٪  | ۶٫۳۳٪ | ۱۷٫۳۶٪  | ۳٫۵۷٪  | -       |
| عصر ایران   | ۳ خرداد       | ۹۰٬۱۰۱  | ۹٫۲۶٪  | ۰٫۷۵٪    | ۴٫۹۳٪  | ۳۴٫۸۶٪ | ۲۰٫۷۹٪ | ۳٫۹۱٪ | ۱۹٫۴۸٪  | ۶٫۰۳٪  | -       |
| عصر ایران   | ۵ خرداد       | ۱۱۴،۰۰۶ | ۹٫۳٪   | ۰٫۷۷٪    | ۵٫۰۸٪  | ۳۴٫۷۸٪ | ۲۰٫۲۶٪ | ۳٫۷۷٪ | ۱۹٫۶۸٪  | ۶٫۳۴٪  | -       |
| انتخاب      | ۴ خرداد       | ۲۲٬۳۰۹  | ۹٫۱۹٪  | ۰٫۶۱٪    | ۴٫۵۲٪  | ۳۵٫۵۵٪ | ۲۶٫۳۸٪ | ۳٫۳۵٪ | ۱۵٫۳۳٪  | ۵٫۰۵٪  | -       |
| انتخاب      | ۷ خرداد       | ۵۲،۸۴۴  | ۹٫۶۷٪  | ۰٫۷۳٪    | ۵٫۶۶٪  | ۳۶٫۲۳٪ | ۲۳٫۰۲٪ | ۳٫۲۶٪ | ۱۵٫۵۳٪  | ۵٫۹٪   | -       |
| آرنا نیوز   | ۸ خرداد       | ۲۰،۷۴۵  | ۱۶٫۲٪  | ۰٫۵٪     | ۷٫۴٪   | ۳۵٫۹٪  | ۱۸٫۴٪  | ۱٫۲٪  | ۱۴٫۸٪   | ۵٫۶٪   | -       |
| پارسینه     | ۱۰ خرداد      | ۳۲،۳۹۵  | ۱۲٫۳۷٪ | ۰٫۶۸٪    | ۶٫۵۱٪  | ۳۹٫۸۱٪ | ۱۴٫۹۹٪ | ۲٫۵۳٪ | ۱۷٫۱۷٪  | ۵٫۹۴٪  | -       |
| قطره        | ۳ خرداد       | ۱۱٬۵۳۱  | ۱۶٫۸۴٪ | ۱٫۲۲٪    | ۶٫۹۳٪  | ۱۶٫۵۹٪ | ۳۱٫۳۶٪ | ۲٫۸۸٪ | ۱۷٫۱۷٪  | ۶٫۹۸٪  | -       |
| قطره        | ۶ خرداد       | ۳۰٬۴۳۵  | ۱۶٫۳۲٪ | ۱٪       | ۷٫۵۱٪  | ۲۱٫۶۵٪ | ۲۷٫۱۵٪ | ۲٫۴۳٪ | ۱۶٫۸۵٪  | ۷٫۰۵٪  | -       |
| قطره        | ۱۰ خرداد      | ۴۹٬۸۷۶  | ۱۴٫۲۹٪ | ۰٫۸۸٪    | ۷٫۱۷٪  | ۳۱٫۳۵٪ | ۲۱٫۹۲٪ | ۲٫۰۶٪ | ۱۵٫۴۵٪  | ۶٫۹٪   | -       |
| عرش نیوز    | ۲۰ خرداد      | ۱۱۶٫۳۲۱ | ۲۳٫۵٪  | ۰٫۶٪     | ۹٪     | ۲۱٫۹٪  | ۱۲٫۳٪  | ۱٫۲٪  | ۱۹٫۸٪   | ۱۱٫۵٪  | -       |
| عرش نیوز    | ۲۱ خرداد      | ۱۳۱٫۰۹۹ | ۲۱٫۴٪  | ۰٫۵٪     | ۹٫۹٪   | ۲۷٫۶٪  | ۱۱٪    | ۱٫۲٪  | ۱۷٫۹٪   | ۱۰٫۴٪  | -       |
| انتخابات ۹۲‏ | ۵ خرداد       | ۴۱٬۷۳۹  | ۱۶٪    | ۱٪       | ۲۴٪    | ۱۲٪    | ۷٪     | ۱٪    | ۲۶٪     | ۹٪     | ۴٪      |
| انتخابات ۹۲‏ | ۱۰ خرداد      | ۵۷٬۲۶۱  | ۱۵٪    | ۱٪       | ۲۲٪    | ۱۶٪    | ۹٪     | ۱٪    | ۲۳٪     | ۹٪     | ۴٪      |
| انتخابات ۹۲‏ | ۱۵ خرداد      | ۷۵،۹۷۱  | ۱۴٪    | ۱٪       | ۲۳٪    | ۱۷٪    | ۱۲٪    | ۱٪    | ۲۱٪     | ۷٪     | ۴٪      |
| انتخابات ۹۲‏ | ۲۰ خرداد      | ۱۰۹،۵۹۱ | ۱۳٪    | ۰٪       | ۲۲٪    | ۲۲٪    | ۱۵٪    | ۱٪    | ۱۸٪     | ۶٪     | ۳٪      |
| انتخابات ۹۲‏ | ۲۳ خرداد      | ۹۳،۴۱۸  | ۱۵٪    | -        | ۲۶٪    | ۲۶٪    | -      | ۱٪    | ۲۱٪     | ۷٪     | ۴٪      |
| انتخاب شما  | ۱۵ خرداد      | ۱۱،۲۲۶  | ۲۳٫۶٪  | ۰٫۳٪     | ۹٫۶٪   | ۱۶٪    | ۲۸٫۹٪  | ۰٫۷٪  | ۱۷٫۳٪   | ۳٫۵٪   | -       |
| انتخاب شما  | ۱۹ خرداد      | ۱۸،۸۶۵  | ۲۱٫۸٪  | ۰٫۵٪     | ۱۰٫۰٪  | ۲۲٫۱٪  | ۲۶٫۵٪  | ۰٫۹٪  | ۱۴٫۹٪   | ۳٫۳٪   | -       |
| انتخاب شما  | ۲۳ خرداد      | ۱۵،۰۲۳  | ۲۹٫۲٪  | -        | ۱۳٫۳٪  | ۳۲٫۷٪  | -      | ۱٫۲٪  | ۱۹٫۴٪   | ۴٫۳٪   | -       |
| افق         | ۱۰ خرداد      | ۱۳،۵۸۱  | ۱۶٪    | ۱٪       | ۷٪     | ۲۷٪    | ۱۸٪    | ۳٪    | ۱۹٪     | ۹٪     | -       |
| افق         | ۱۵ خرداد      | ۲۳،۸۴۹  | ۱۴٪    | ۱٪       | ۲۵٪    | ۲۴٪    | ۱۵٪    | ۲٪    | ۱۵٪     | ۶٪     | -       |
| افق         | ۲۰ خرداد      | ۳۶،۵۶۴  | ۱۷٪    | ۰٪       | ۲۴٪    | ۲۵٪    | ۱۳٪    | ۲٪    | ۱۳٪     | ۶٪     | -       |
| افق         | ۲۴ خرداد      | ۴۵،۶۸۳  | ۱۵٪    | ۱٪       | ۲۸٪    | ۲۷٪    | ۱۱٪    | ۲٪    | ۱۱٪     | ۵٪     | -       |
| خبر پو      | ۲۰ خرداد      | ۹۶،۵۳۴  | ۱۲٫۲٪  | ۰٫۸٪     | ۱۲٫۳٪  | ۴۰٫۱٪  | ۱۶٫۹٪  | ۱٫۸٪  | ۱۱٫۶٪   | ۴٫۲٪   | -       |
| خبر پو      | ۲۱ خرداد      | ۹۹،۴۷۰  | ۱۴٫۳۲٪ | -        | ۱۴٫۳۱٪ | ۵۱٫۳۴٪ | -      | ۱٫۹۴٪ | ۱۳٫۱۸٪  | ۴٫۹۱٪  | -       |
| خبر پو      | ۲۴ خرداد      | ۱۷۰،۱۳۹ | ۱۳٫۱۸٪ | -        | ۱۲٫۲۶٪ | ۵۶٫۷۹٪ | -      | ۱٫۶۲٪ | ۱۱٫۸۴٪  | ۴٫۲۹٪  | -       |
| ممتاز نیوز  | ۱۶ خرداد      | ۲۶،۲۱۸  | ۱۷٪    | ۲٪       | ۱۰٪    | ۱۹٪    | ۱۹٪    | ۳٪    | ۲۲٪     | ۸٪     | -       |
| ممتاز نیوز  | ۲۰ خرداد      | ۳۵،۳۱۹  | ۱۵٪    | ۲٪       | ۱۴٪    | ۲۱٪    | ۱۸٪    | ۳٪    | ۲۰٪     | ۷٪     | -       |
| ممتاز نیوز  | ۲۴ خرداد      | ۴۲،۵۵۱  | ۱۴٪    | ۲٪       | ۱۶٪    | ۲۶٪    | ۱۵٪    | ۱٪    | ۱۹٪     | ۷٪     | -       |
| نظر آخر     | ۱۲ خرداد      | ۲۰،۰۲۰  | ۱۲٫۵٪  | ۰٫۷٪     | ۳٫۳٪   | ۳۷٫۳٪  | ۱۸٫۸٪  | ۱٫۳٪  | ۲۴٫۲٪   | ۱٫۹٪   | -       |
| نظر آخر     | ۱۵ خرداد      | ۳۲،۳۰۴  | ۱۰٫۲٪  | ۰٫۷٪     | ۴٫۰٪   | ۳۶٫۰٪  | ۲۸٫۴٪  | ۱٫۳٪  | ۱۷٫۷٪   | ۱٫۷٪   | -       |
| نظر آخر     | ۲۰ خرداد      | ۵۵،۷۴۲  | ۹٫۱۶٪  | ۰٫۷۰٪    | ۵٫۹۵٪  | ۴۰٫۵۵٪ | ۲۶٫۹۹٪ | ۱٫۵۸٪ | ۱۳٫۱۹٪  | ۱٫۸۴٪  | -       |
| نظر آخر     | ۲۴ خرداد      | ۶۸،۹۵۹  | ۹٫۰۸٪  | ۰٫۵۶٪    | ۵٫۸۵٪  | ۴۶٫۲۶٪ | ۲۲٫۲۱٪ | ۳٫۴۶٪ | ۱۲٫۲۹٪  | ۰٫۲۶٪  | -       |
| یک رأی      | ۲۱ خرداد      | ۱۴،۴۵۱  | ۳۲٪    | -        | ۸٪     | ۳۵٪    | ۲۵٪    | ۰٪    | ۱۲٪     | ۳٪     | -       |
| یک رأی      | ۲۴ خرداد      | ۵۹،۴۸۰  | ۲۵٫۷۰٪ | -        | ۲۶٫۲۲٪ | ۲۴٫۲۳٪ | ۶٫۱۰٪  | ۰٫۶۵٪ | ۱۵٫۵۸٪  | ۱٫۵۱٪  | -       |

##### نظرسنجی‌های پس از مشخص شدن ۶ نامزد نهایی
| منبع        | تاریخ بازبینی | تعداد  | جلیلی | رضایی | روحانی | غرضی  | قالیباف | ولایتی | نامعلوم |
| ----------- | ------------- | ------ | ----- | ----- | ------ | ----- | ------- | ------ | ------- |
| منبع        | تاریخ بازبینی | تعداد  |       |       |        |       |         |        | نامعلوم |
| عصر ایران/  | ۲۱ خرداد      | ۴۸،۲۰۶ | ۴٫۵٪  | ۶٫۷۶٪ | ۷۵٫۷۷٪ | ۱٫۸۴٪ | ۶٫۹۳٪   | ۴٫۲٪   | -       |
| عصر ایران// | ۲۲ خرداد      | ۳۱،۳۴۵ | ۴٫۷۳٪ | ۶٫۴۴٪ | ۷۴٫۶٪  | ۲٫۰۷٪ | ۷٫۶۴٪   | ۴٫۵۱٪  | -       |
| انتخاب      | ۲۴ خرداد      | ۵۷،۰۲۰ | ۵٫۱۵٪ | ۴٫۶۹٪ | ۷۸٫۹۲٪ | ۱٫۶۷٪ | ۵٫۷۲٪   | ۳٫۸۶٪  | -       |
| نظر آخر     | ۲۴ خرداد      | ۳۰،۹۸۹ | ۵٫۵۰٪ | ۹٫۱۲٪ | ۷۷٫۳۱٪ | ۱٫۶۹٪ | ۴٫۶۵٪   | ۱٫۷۰٪  | -       |
| آرنا نیوز   | ۲۴ خرداد      | ۲۳٬۸۱۱ | ۱۴٫۸٪ | ۷٫۵۰% | ۳۷٫۴٪  | ۱٫۳٪  | ۱۳٫۹٪   | ۵٫۱٪   | -       |

## نظرسنجی‌های برنده مناظره‌های تلویزیونی
نظرسنجی‌های مربوط به برنده مناظره‌های تلویزیونی انتخابات در این قسمت به شرح زیر و به تفکیک هر مناظره آمده‌است.

### نظرسنجی‌های اینترنتی

#### مناظره اول (۱۰ خرداد ۱۳۹۲)
| منبع      | تاریخ بازبینی | تعداد  | جلیلی | حدادعادل | رضایی  | روحانی | عارف   | غرضی  | قالیباف | ولایتی |
| --------- | ------------- | ------ | ----- | -------- | ------ | ------ | ------ | ----- | ------- | ------ |
| منبع      | تاریخ بازبینی | تعداد  |       |          |        |        |        |       |         |        |
| ایسنا     | ۱۰ خرداد      | ۱۳٬۹۸۶ | ۶٫۲٪  | ۰٫۴٪     | ۱۰٫۸٪  | ۱۵٫۲٪  | ۵۰٫۵٪  | ۳٫۱٪  | ۱۱٫۱٪   | ۲٫۸٪   |
| انتخاب    | ۱۱ خرداد      | ۴۰٬۲۶۹ | ۴٫۴۴٪ | ۰٫۵٪     | ۹٫۳۶٪  | ۲۶٫۱۹٪ | ۴۰٫۹۳٪ | ۳٫۶۸٪ | ۱۱٫۶۲٪  | ۳٫۲۸٪  |
| عصر ایران | ۱۱ خرداد      | ۷۶٬۰۶۲ | ۳٫۹٪  | ۰٫۵٪     | ۱۲٫۲۹٪ | ۲۹٫۳۹٪ | ۳۰٫۴۴٪ | ۴٫۹۲٪ | ۱۴٫۸۸٪  | ۳٫۶۸٪  |

#### مناظره دوم (۱۵ خرداد ۱۳۹۲)
| منبع      | تاریخ بازبینی | تعداد  | جلیلی  | حدادعادل | رضایی  | روحانی | عارف   | غرضی  | قالیباف | ولایتی |
| --------- | ------------- | ------ | ------ | -------- | ------ | ------ | ------ | ----- | ------- | ------ |
| منبع      | تاریخ بازبینی | تعداد  |        |          |        |        |        |       |         |        |
| انتخاب    | ۱۷ خرداد      | ۳۹،۲۰۶ | ۵٫۶٪   | ۰٫۹٪     | ۹٫۳۳٪  | ۵۳٫۶٪  | ۱۹٫۶۹٪ | ۳٫۰۴٪ | ۶٫۱۵٪   | ۲٫۲۳٪  |
| پارسینه   | ۱۷ خرداد      | ۱۷،۹۱۷ | ۱۱٫۰۸٪ | ۲٪       | ۱۲٫۲۷٪ | ۳۷٫۹۱٪ | ۱۶٫۱۹٪ | ۳٫۷۲٪ | ۱۲٫۴۹٪  | ۴٫۳۴٪  |
| عصر ایران | ۱۷ خرداد      | ۷۳،۵۷۲ | ۳٫۷۷٪  | ۱٫۱۳٪    | ۱۲٫۸٪  | ۵۵٫۴۶٪ | ۱۵٫۷٪  | ۲٫۸۷٪ | ۶٫۲۵٪   | ۲٫۰۳٪  |
| فرارو     | ۱۷ خرداد      | ۳۵،۵۳۵ | ۵٫۰۹٪  | ۱٫۲۱٪    | ۹٫۷۱٪  | ۴۴٫۸۳٪ | ۲۴٫۳۱٪ | ۳٫۶۴٪ | ۹٫۰۴٪   | ۲٫۱۷٪  |

#### مناظره سوم (۱۷ خرداد ۱۳۹۲)
| منبع      | تاریخ بازبینی | تعداد   | جلیلی | حدادعادل | رضایی | روحانی | عارف   | غرضی  | قالیباف | ولایتی |
| --------- | ------------- | ------- | ----- | -------- | ----- | ------ | ------ | ----- | ------- | ------ |
| منبع      | تاریخ بازبینی | تعداد   |       |          |       |        |        |       |         |        |
| انتخاب    | ۱۹ خرداد      | ۶۷،۹۷۳  | ۵٫۹۷٪ | ۱٫۰۱٪    | ۶٫۴۵٪ | ۵۷٫۲۸٪ | ۱۷٫۳۵٪ | ۲٫۱۹٪ | ۳٫۹۷٪   | ۵٫۷۸٪  |
| خبرآنلاین | ۱۹ خرداد      | ۴۱،۰۰۰  | ۶٪    | ۱٪       | ۸٪    | ۴۴٪    | ۲۱٪    | ٪۳    | ۵٪      | ۱۲٪    |
| عصرایران  | ۱۹ خرداد      | ۱۰۱،۲۲۰ | ۴٫۲۷٪ | ۱٫۲۳٪    | ۹٫۸۶٪ | ۵۵٫۳۴٪ | ۱۵٫۴۱٪ | ۳٫۲۹٪ | ۴٫۳۱٪   | ۶٫۲۸٪  |
| فرارو     | ۱۹ خرداد      | ۵۰،۶۶۶  | ۵٫۰۶٪ | ۱٫۱٪     | ۵٫۹۵٪ | ۵۲٫۹۷٪ | ۱۹٫۳۸٪ | ۲٫۹۶٪ | ۵٫۵۸٪   | ۷٪     |

## نظرسنجی‌های میزان مشارکت
نظرسنجی‌های میزان مشارکت در انتخابات بر حسب نوع جمع‌آوری اطلاعات به صورتهای میدانی، تلفنی، پیامکی و اینترنتی تقسیم بندی شده‌است. نتایج حاصل از این نظرسنجی‌ها در این قسمت به شرح زیر آمده‌است.

### نظرسنجی‌های میدانی
| منبع                      | تاریخ        | تعداد نمونه | جامعه آماری | شرکت می‌کنم | احتمال زیاد شرکت می‌کنم | احتمال کمی دارد شرکت کنم | شرکت نمی‌کنم | هنوز تصمیم نگرفته‌ام | سایر موارد |
| ------------------------- | ------------ | ----------- | ----------- | ---------- | ---------------------- | ------------------------ | ----------- | ------------------- | ---------- |
| افکارسنجی دانشجویان ایران | ۶-۸ اسفند ۹۱ | ؟           | ؟           | ۴۴٫۴٪      | ۲۵٫۱٪                  | ۱۰٫۵٪                    | −           | ۸٫۵٪                | ۱۱٫۲٪      |
| خبرگزاری فارس             | ۴ خرداد      | ۱۴٬۸۰۰      | کشور        | ۶۹٫۸٪      | −                      | −                        | ۳۰٫۲٪       | −                   | −          |
| خبرگزاری فارس             | ۱۱ خرداد     | ۲۲٬۷۵۰      | کشور        | ۷۲٪        | −                      | −                        | −           | −                   | −          |

| منبع           | تاریخ        | تعداد نمونه | جامعه آماری | مشارکت در رقابت اصولگرایان (آل‌اسحاق، قالیباف، پورمحمدی، جلیلی، رضایی) | مشارکت در رقابت اصولگرایان (آل‌اسحاق، قالیباف)/ اصلاح‌طلبان میانه (عارف) | مشارکت در رقابت اصولگرایان (قالیباف)/ اصلاح‌طلبان (رفسنجانی)/ حامیان دولت (مشایی) |
| -------------- | ------------ | ----------- | ----------- | --------------------------------------------------------------------- | ---------------------------------------------------------------------- | -------------------------------------------------------------------------------- |
| روزنامه شهروند | ۷-۸ اردیبهشت | ۲٬۰۶۷       | شهر تهران   | ۳۴٫۴۵٪                                                                | ۳۶٫۴۳٪                                                                 | ۷۱٫۲۱٪                                                                           |

### نظرسنجی‌های تلفنی
| منبع               | تاریخ          | تعداد نمونه | جامعه آماری | شرکت می‌کنم | احتمال زیاد شرکت می‌کنم | احتمال کمی دارد شرکت کنم | شرکت نمی‌کنم | هنوز تصمیم نگرفته‌ام | بی‌پاسخ |
| ------------------ | -------------- | ----------- | ----------- | ---------- | ---------------------- | ------------------------ | ----------- | ------------------- | ------ |
| پرس تی‌وی           | اردیبهشت ۹۲    | ۴٬۰۰۰       | شهر تهران   | ۶۱٪        | −                      | −                        | ۲۸٪         | ۱۱٪                 | −      |
| مرکز افکارسنجی مهر | ۲۱-۲۷ اردیبهشت | ۴۴۳         | شهر تهران   | ۶۰٪        | −                      | −                        | ۲۸٫۵٪       | ۱۱٫۵٪               | −      |
| مرکز افکارسنجی مهر | ۱۵ خرداد       | ۴۰۰         | استان تهران | ۶۷٪        | ۸٫۵٪                   | ۲٫۷٪                     | ۸٫۵٪        | ۱۲٫۵٪               | ۰٫۸٪   |

### نظرسنجی‌های اینترنتی
| منبع      | تاریخ بازبینی | تعداد  | وضعیت نظرسنجی | شرکت می‌کنم | شرکت نمی‌کنم | هنوز تصمیم نگرفته‌ام |
| --------- | ------------- | ------ | ------------- | ---------- | ----------- | ------------------- |
| وبگاه جرس | ۱۷ خرداد      | ۱۷٬۶۶۵ | پایان یافته   | ۱۴٫۸۸٪     | ۷۲٫۲۹٪      | ۱۲٫۸۳٪              |

## پی‌نوشتها و منابع
1. 1 2 3 4 5 6  مافی، کتایون (۱۹ اردیبهشت ۱۳۹۲). «هیاهوی نظرسنجی‌های انتخاباتی». روزنامه جام جم.
2. 1 2 3 4 5 6 7  امیری، آذر (۲۱ خرداد ۱۳۸۸). «نظرسنجی‌های انتخاباتی: ساختگی یا واقعی؟». بی‌بی‌سی فارسی.
3. 1 2  «The Poll» (PDF). Terror Free Tomorrow. ژوئن ۱۲, ۲۰۰۹.
4. 1 2 3  «نظرسنجی‌های خبرساز را چه کسانی انجام می‌دهند؟». همشهری ماه. آذر ۱۳۹۱. بایگانی‌شده از اصلی در ۱۹ ژوئیه ۲۰۱۳. دریافت‌شده در ۳۱ مه ۲۰۱۳.
5. ↑  جدیدترین نظرسنجی تابناک
6. ↑  نتایج تازه‌ترین نظرسنجی انتخاباتی یک مرکز معتبر بایگانی‌شده  در ۷ ژوئن ۲۰۱۳ توسط Wayback Machine شبکه ایران
7. ↑  نتایج نظرسنجی: کدام کاندیداها در میان دانشجویان محبوب تر است؟
8. ↑  نتایج یک نظرسنجی جدید به روایت روزنامه دولت: روحانی در صدر، تثبیت شد
9. ↑  دونظرسنجی متفاوت از سایت توکلی: روحانی و قالیباف به دور دوم می‌روند وبگاه انتخاب
10. ↑  «خطر بیخ گوش اصولگرایان/ روحانی 43 درصد!». بایگانی‌شده از اصلی در ۱۵ ژوئن ۲۰۱۳. دریافت‌شده در ۱۵ ژوئن ۲۰۱۳.
11. ↑  یک نظرسنجی معتبر: روحانی به 43 درصد رسید
12. 1 2  «مشارکت ۶۷ درصدی مردم/ هنوز نیمی از مردم کاندیدای خود را انتخاب نکرده‌اند». مهر. ۱۵ خرداد ۱۳۹۲. دریافت‌شده در ۱۶ خرداد ۱۳۹۲.
13. ↑  «روند صعود قالیباف، رضایی و جلیلی». آی‌پز. ۱۷ خرداد ۱۳۹۲. بایگانی‌شده از اصلی در ۱۰ ژوئن ۲۰۱۳. دریافت‌شده در ۷ جون ۲۰۱۳.
14. ↑  «اثر پس‌لرزه‌های مناظره‌ها». آی‌پز. ۱۹ خرداد ۱۳۹۲. بایگانی‌شده از اصلی در ۱۳ ژوئن ۲۰۱۳. دریافت‌شده در ۹ جون ۲۰۱۳.
15. ↑  «صعود اصلاح‌طلبان، نزول اصول‌گرایان». آی‌پز. ۲۱ خرداد ۱۳۹۲. بایگانی‌شده از اصلی در ۱۳ ژوئن ۲۰۱۳. دریافت‌شده در ۱۱ جون ۲۰۱۳.
16. ↑  «روحانی از قالیباف پیشی گرفت». آی‌پز. ۲۲ خرداد ۱۳۹۲. بایگانی‌شده از اصلی در ۱۵ ژوئن ۲۰۱۳. دریافت‌شده در ۱۲ جون ۲۰۱۳.
17. ↑  «تغییرات تا آخرین لحظات». آی‌پز. ۲۳ خرداد ۱۳۹۲. بایگانی‌شده از اصلی در ۱۶ ژوئن ۲۰۱۳. دریافت‌شده در ۱۳ جون ۲۰۱۳.
18. ↑  «دو مرحله‌ای: روحانی و قالیباف، یک مرحله‌ای: روحانی». آی‌پز. ۲۴ خرداد ۱۳۹۲. بایگانی‌شده از اصلی در ۱۸ ژوئن ۲۰۱۳. دریافت‌شده در ۱۴ جون ۲۰۱۳.
19. ↑  «شما به کدامیک از گزینه‌های احتمالی انتخابات رای می‌دهید؟». بایگانی‌شده از اصلی در ۲۲ آوریل ۲۰۱۴. دریافت‌شده در ۶ ژوئن ۲۰۱۳.
20. ↑  "2013 Elections polls" (به فارسی). alborznews.net. ۲۰۱۳-۰۵-۱۳. Retrieved 2013-05-13.
21. ↑  "2013 Elections polls" (به فارسی). ie92.ir. ۲۰۱۳-۰۵-۱۳. Archived from the original on 7 June 2013. Retrieved 2013-05-13.
22. ↑  «رای شما در صورت تایید صلاحیت به کدام کاندیدا خواهد بود؟». بایگانی‌شده از اصلی در ۲۴ ژوئیه ۲۰۱۳. دریافت‌شده در ۶ ژوئن ۲۰۱۳.
23. ↑  آرشیو نظرسنجی وبگاه فرارو
24. ↑  آرشیو نظرسنجی وبگاه عصر ایران
25. ↑  آرشیو نظرسنجی وبگاه انتخاب
26. ↑  آرشیونظرسنجی بایگانی‌شده  در ۲۲ آوریل ۲۰۱۴ توسط Wayback Machine وبگاه آرنا نیوز
27. ↑  آرشیو نظرسنجی بایگانی‌شده  در ۸ ژوئن ۲۰۱۳ توسط Wayback Machine وبگاه پارسینه
28. ↑  «نظرسنجی انتخابات ریاست جمهوری». قطره. ۲۹ اردیبهشت ۱۳۹۲. دریافت‌شده در ۸ خرداد ۱۳۹۲.
29. ↑  کدام کاندیداها را اصلح میدانید؟[پیوند مرده] وبگاه عرش نیوز
30. ↑  «نظرسنجی انتخابات ریاست جمهوری». انتخابات ۹۲. ۲۹ اردیبهشت ۱۳۹۲. بایگانی‌شده از اصلی در ۲۶ مه ۲۰۱۳. دریافت‌شده در ۱۲ خرداد ۱۳۹۲.
31. ↑  «پایگاه نظرسنجی انتخاب شما». بایگانی‌شده از اصلی در ۲۰ ژوئن ۲۰۱۳. دریافت‌شده در ۵ ژوئن ۲۰۱۳.
32. ↑  نظرسنجی انتخابات بایگانی‌شده  در ۵ ژوئن ۲۰۱۳ توسط Wayback Machine وبگاه افق
33. ↑  نتیجه نظرسنجی: در انتخابات ۹۲ ریاست جمهوری ایران به کدام کاندیدا رأی می‌دهید؟ خبرپو
34. ↑  رای شما در انتخابات ۹۲؟ وبگاه ممتاز نیوز
35. ↑  شما هوادار کدام یک از نامزدها هستید؟ بایگانی‌شده  در ۱۵ ژوئن ۲۰۱۳ توسط Wayback Machine وبگاه نظر آخر
36. ↑  نظر سنجی انتخابات ۹۲ به کدامیک از افراد زیر در انتخابات ریاست جمهوری ۹۲، رأی می‌دهید؟ بایگانی‌شده  در ۱۰ ژوئن ۲۰۱۳ توسط Wayback Machine وبگاه یک رأی
37. ↑  نظرسنجی سه شنبه / به چه کسی رأی می‌دهید؟ وبگاه عصر ایران
38. ↑  نظرسنجی چهارشنبه / به چه کسی رأی می‌دهید؟ وبگاه عصر ایران
39. ↑  به چه کسی رأی می‌دهید؟ وبگاه انتخاب
40. ↑  فارغ از شانس پیروزی نامزدها شما هوادار کدام یک از آن‌ها هستید؟ وبگاه نظر آخر
41. ↑  به کدامیک از کاندیداهای انتخابات رای خواهید داد ؟ بایگانی‌شده  در ۲۲ آوریل ۲۰۱۴ توسط Wayback Machine وبگاه آرنا نیوز
42. ↑  ایسنا: عارف برنده مناظره اول
43. ↑  کدام کاندیدا در مناظرهٔ عصر جمعه، بهتر عمل کرد؟
44. ↑  کدام یک از کاندیداها در مناظره اقتصادی بهتر ظاهر شد؟
45. ↑  کدام کاندیدا در مناظره عصر چهارشنبه، موفق تر بود؟
46. ↑  «در مناظره فرهنگی برنامه‌های کدام نامزد را پسندیدید؟». بایگانی‌شده از اصلی در ۱۰ ژوئن ۲۰۱۳. دریافت‌شده در ۶ ژوئن ۲۰۱۳.
47. ↑  سخنان کدام یک از کاندیداها در مناظره فرهنگی-اجتماعی، «منطقی تر، علمی‌ترین و کاربردی‌تر» بود؟
48. ↑  کدام یک از کاندیداهای ریاست جمهوری در مناظره فرهنگی-اجتماعی دارای رویکرد و برنامه منطقی‌تری بود؟
49. ↑  «در مناظره سیاسی کاندیداها در تلویزیون، کدامیک را موفق تر می دانید؟». بایگانی‌شده از اصلی در ۱۰ ژوئن ۲۰۱۳. دریافت‌شده در ۷ ژوئن ۲۰۱۳.
50. ↑  «خبر آنلاین: به نظر شما کدامیک از نامزدها در آخرین مناظره انتخاباتی توانست دیدگاه‌های خود را شفاف تر از دیگران ارائه دهد؟». بایگانی‌شده از اصلی در ۱۰ ژوئن ۲۰۱۳. دریافت‌شده در ۹ ژوئن ۲۰۱۳.
51. ↑  فارغ از این که به چه کسی رأی می‌دهید، سخنان کدام یک از کاندیداها در مناظره سیاسی، «صادقانه تر، علمی تر و کاربردی‌تر» بود؟
52. ↑  به نظر شما کدام یک از کاندیداهای ریاست جمهوری در مناظره آخر منطق شفاف‌تری در سیاست داخلی و خارجی داشت؟
53. ↑  «ایسپا اعلام کرد: انتخابات ۹۲ انتخاباتی حماسی خواهد بود». شورای مردم. ۲۷ اسفند ۱۳۹۱. بایگانی‌شده از اصلی در ۲۴ مه ۲۰۱۳. دریافت‌شده در ۶ ژوئن ۲۰۱۳.
54. ↑  «نتایج جدیدترین نظرسنجی نشان می‌دهد؛ مشارکت ۶۹٫۸ درصد مردم در انتخابات ۲۴خرداد/ هواداران نامزدهای تایید نشده هم می‌آیند». خبرگزاری فارس. ۵ خرداد ۱۳۹۲.
55. ↑  «آخرین نظرسنجی یک مرکز معتبر نشان می‌دهد؛ قالیباف و جلیلی در صدر/ مشارکت در خراسان جنوبی به ۹۱ درصد رسید». خبرگزاری فارس. ۱۳ خرداد ۱۳۹۲.
56. ↑  «رای تهران در سبد کیست؟ / نتایج جدیدترین نظرسنجی انتخاباتی + مستندات». شبکه ایران. ۱۶ اردیبهشت ۱۳۹۲. بایگانی‌شده از اصلی در ۱۰ مه ۲۰۱۳. دریافت‌شده در ۳۱ مه ۲۰۱۳.
57. ↑  «Most Iranians will vote in next elections: Poll». پرس تی‌وی. ۳۰ اردیبهشت ۱۳۹۲. بایگانی‌شده از اصلی در ۸ ژوئن ۲۰۱۳. دریافت‌شده در ۳۱ مه ۲۰۱۳.
58. ↑  «آخرین نظرسنجی انتخابات ریاست جمهوری». مهر. ۲۹ اردیبهشت ۱۳۹۲. دریافت‌شده در ۶ ژوئن ۲۰۱۳.
59. ↑  نظرسنجی شرکت در انتخابات ریاست جمهوری بایگانی‌شده  در ۸ ژوئن ۲۰۱۳ توسط Wayback Machine جنبش راه سبز